# Reginald Heber Weller

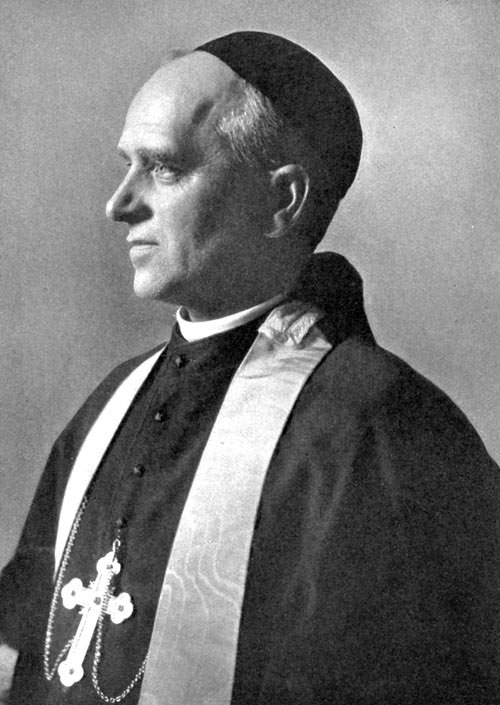
Reginald Heber Weller, Jr.

Reginald Heber Weller (* 6. November 1857; † 22. November 1935) war ein Priester und Bischof der Episkopalkirche der Vereinigten Staaten von Amerika. Er war ökumenisch sehr aktiv und war Mitbegründer eines Dialogs zwischen protestantischen, katholischen und orthodoxen Christen.

## Leben

### Jugend
Weller war selbst Sohn eines Priesters der Episkopalkirche, Er wurde am 6. November 1857 entweder in Jefferson City, Missouri oder Jacksonville, Florida geboren. Er erhielt seine Ausbildung in Florida. Nachdem er an der University of the South in Sewanee, Tennessee studiert hatte, erhielt er seinen Abschluss des Bachelor of Divinity in Nashotah House 1884. Er wurde 1880 zum Diakon geweiht und 1884 zum Priester an der All Saints’ Mission, Providence, Rhode Island, nachdem er schon sein Diakonat dort abgeleistet hatte. Weller war seit 1886 mit Bessie Brown verheiratet und lebte in dieser Zeit in Eau Claire, Wisconsin. Sie hatten eine Tochter, Ruth, und fünf Söhne, Daniel, George, Walter, Horace und Reginald.

### Karriere
Übergangsweise diente er als Rector an Christ Church, Eau Claire und St. Matthias, Waukesha, bevor er Rector an der Church of the Intercession, Stevens Point wurde, wo er ab 1900 zur Zeit seiner Wahl als Bishop Coadjutor der Episcopal Diocese of Fond du Lac diente.

### Bischofswahl

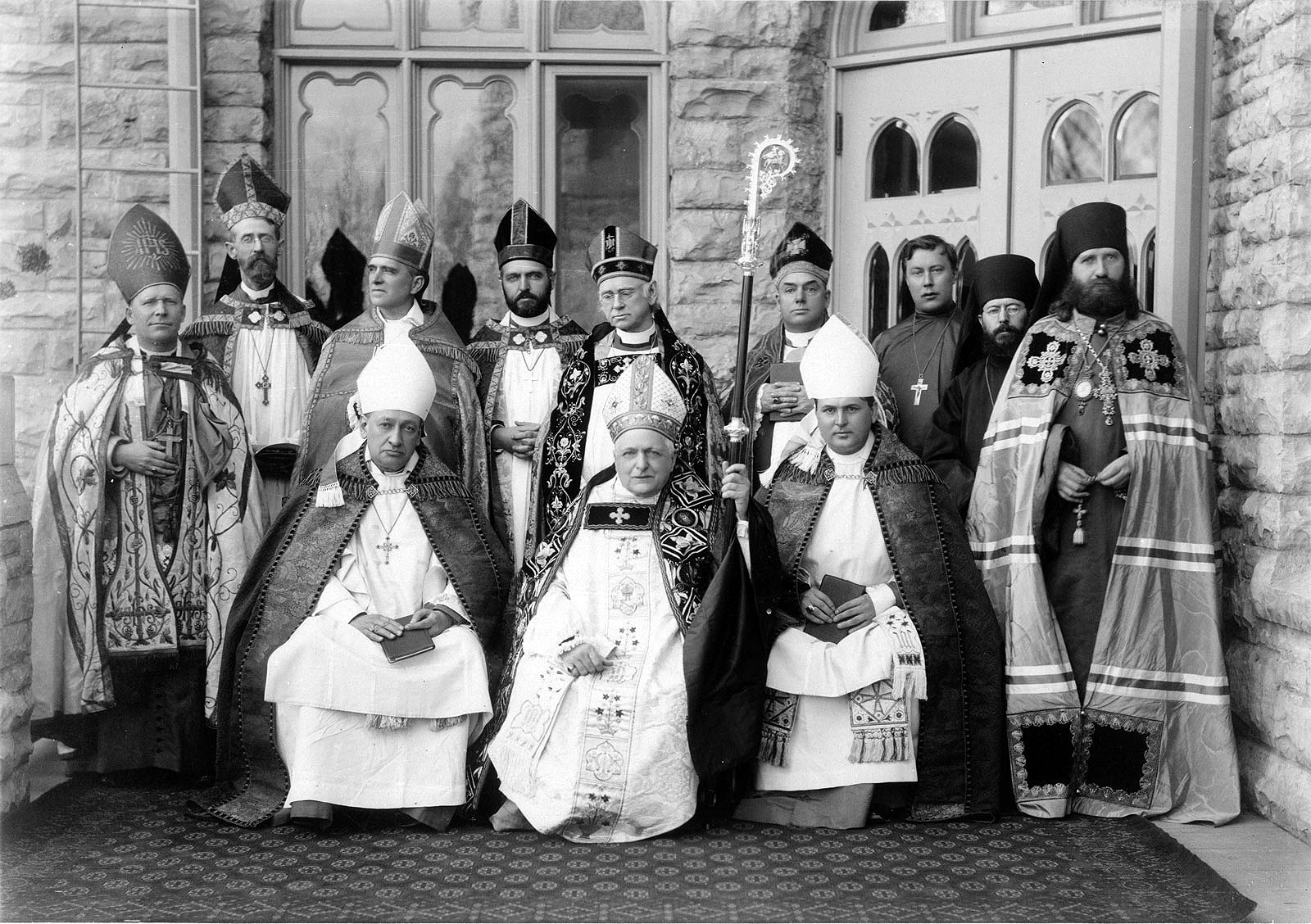
Weihe des Rt. Rev Weller in Cathedral of St. Paul the Apostle in der Protestant Episcopal Diocese of Fond du Lac, mit Rt. Rev. Anthony Kozlowski der Polish National Catholic Church of America und Tikhon von Moskau (zusammen mit seinen Chaplains John Kochurov und Sebastian Dabovich) der Russisch-Orthodoxen Kirche.

Weller wurde am 8. November 1900 in der Cathedral of St. Paul the Apostle in Fond du Lac zum Koadjutor geweiht. Der damalige russisch-orthodoxe Bischof von Alaska, Tikhon von Moskau, nahm an dieser Zeremonie teil, sowie der polnische Geistliche Antoni Kozlowski (Antoni Kozłowski) der Polish National Catholic Church. Die Bischöfe Charles Chapman Grafton und Weller wurden dabei zusammen mit ihnen fotografiert, wobei sie copes und Mitren trugen, ein „katholischer“ Brauch, der damals in der „protestantischen“ Episcopal Church noch nicht akzeptiert war. Das Foto, welches in den Oststaaten weite Verbreitung fand, wurde bekannt als der Fond du Lac Circus.

### Bischofsamt
Während seiner 33-jährigen Amtszeit predigte Weller in allen Teilen Amerikas. Seine Amtszeit hatte seinerzeit die längste Dauer und er füllte zahlreiche wichtige Positionen der Kirche und wurde auch in England bekannt. Diözesanbischof wurde er am 30. August 1912, nach dem Tod von Grafton. Daneben hatte er das Amt des Superior General der Confraternity of the Blessed Sacrament von 1913–35, ebenfalls in Nachfolge von Grafton (1890–1912).
1919 nahm Weller an der Commission on Faith and Order teil, die für eine Weltkonferenz zu den fundamentalen Grundsätzen des Christentums arbeitete und für eine Wiederherstellung der Kommunion zwischen orthodoxen, katholischen und anglikanischen Christen eintrat. Als Teilnehmer der Lambeth Conference 1930 spielte Weller eine aktive Rolle in den Besprechungen und predigt auch in mehreren englischen Kathedralen.
Auch im House of Bishops in Amerika war er sehr aktiv. Am St. Andrew’s Day, 30. November 1929  amtete er als Hauptkonsekrator bei der Konsekration von Harwood Sturtevant zum Bishop Coadjutor, der ihn vier Jahre später, im November 1933, ablösen sollte. Weller starb am 22. November 1935, im Haus seines Sohnes George in Aurora, Illinois.